# Scinax tropicalia
Scinax tropicalia é uma espécie de anfíbio da família Hylidae que é endêmica do Brasil.
O holótipo da espécie foi coletado no campus da Universidade Estadual de Santa Cruz. Sua distribuição geográfica é disjunta, ocorrendo nas Florestas Costeiras da Bahia  e nas florestas de altitude da Serra de Baturité.
O epíteto específico é uma alusão à distribuição tropical da espécie e também uma homenagem ao movimento artístico da Tropicália, especialmente os cantores baianos Caetano Veloso, Gilberto Gil, Gal Costa e Tom Zé, responsáveis pela criação do movimento e perseguidos pela ditadura militar brasileira.